# Palazzo Comunale (Grosseto)
Il Palazzo Comunale di Grosseto si affaccia all'estremità settentrionale di piazza del Duomo, sul lato sinistro rispetto alla cattedrale. La sua facciata laterale sinistra costeggia il tratto iniziale di corso Carducci. Ospita la giunta, il consiglio e gli uffici amministrativi del Comune di Grosseto. 

## Storia
L'edificio venne costruito nel corso della seconda metà del XIX secolo, quando il 26 marzo 1867 venne dato l'incarico a Giovanni Clive di progettare la nuova sede del Comune, fino ad allora ospitata nell'oramai fatiscente palazzo pretorio che, dopo la sua ricostruzione successiva, diverrà sede della Provincia.
Nel punto in cui venne costruito il palazzo, sorgeva precedentemente la chiesa di San Giovanni Decollato, che risultava oramai sconsacrata ed adibita a magazzino prima della sua demolizione che si rese necessaria per la costruzione della nuova sede municipale.

## Descrizione
Il Palazzo Comunale di Grosseto si sviluppa su tre livelli, con la facciata principale preceduta da un portico costituito da tre archi a tutto sesto, separati da dei robusti pilastri; sopra l'arco centrale si affaccia un piccolo terrazzo dove sono esposte le bandiere istituzionali. Altre due archi a tutto sesto permettono di accedere al portico provenendo sia dal lato sinistro che da quello destro. La parte sommitale si caratterizza per il frontone, al cui interno è presente un orologio. 
La facciata laterale sinistra riprende gli elementi stilistici della facciata principale, con i vari portoni d'ingresso del pian terreno sovrastati da archi a tutto sesto; sia questa facciata che quella principale presentano il livello inferiore rivestito in bugnato, mentre risultano intonacate sui due livelli superiori.
Nell'insieme, lo stile predominante che caratterizza l'edificio è certamente quello neorinascimentale.